# Merriam Woods
Merriam Woods est une ville du comté de Taney, dans le Missouri, aux États-Unis,. Située au centre-nord du comté, elle est incorporée en 1986.

## Démographie
Lors du recensement de 2010, la ville comptait une population de 1 761 habitants. Elle est estimée, en 2016, à 1 769 habitants.

### Source de la traduction
- (en) Cet article est partiellement ou en totalité issu de l’article de Wikipédia en anglais intitulé « Merriam Woods, Missouri » (voir la liste des auteurs).